# Centraleuropeiska initiativet

Medlemsstaterna

Centraleuropeiska initiativet (Central European Initiative, CEI) är en mellanstatlig organisation för stater i centrala, östra och södra Europa. Organisationen bildades 1989 av Italien, Jugoslavien, Polen, Tjeckoslovakien, Ungern och Österrike.
Nuvarande medlemsländer är Albanien, Bosnien och Hercegovina, Bulgarien, Italien, Kroatien, Makedonien, Moldavien, Montenegro, Polen, Rumänien, Slovakien, Slovenien, Serbien, Tjeckien, Ukraina, Ungern, Vitryssland och Österrike.